# Sounds of the Universe
Sounds of the Universe  é o décimo segundo álbum de estúdio da banda inglesa de música eletrônica Depeche Mode, lançado em 17 de abril de 2009 pela Mute Records. O álbum foi apoiado pela turnê de 2009-2010 Tour of the Universe. Três singles foram lançados do álbum: "Wrong", "Peace" e um lado A duplo de "Fragile Tension" e "Hole to Feed". "Perfect" também foi lançado nos Estados Unidos como single promocional.

## Faixas
Todas as faixas escritas e compostas por Martin L. Gore, exceto onde indicado. 
| N.º            | Título                    | Compositor(es)                                 | Nota                                                         | Duração |  |
| 1.             | "In Chains"               |                                                |                                                              | 6:53    |  |
| 2.             | "Hole to Feed"            | Dave Gahan, Christian Eigner, Andrew Phillpott |                                                              | 3:59    |  |
| 3.             | "Wrong"                   |                                                |                                                              | 3:13    |  |
| 4.             | "Fragile Tension"         |                                                |                                                              | 4:09    |  |
| 5.             | "Little Soul"             |                                                |                                                              | 3:31    |  |
| 6.             | "In Sympathy"             |                                                |                                                              | 4:54    |  |
| 7.             | "Peace"                   |                                                |                                                              | 4:29    |  |
| 8.             | "Come Back"               | Gahan, Eigner, Phillpott                       |                                                              | 5:15    |  |
| 9.             | "Spacewalker"             |                                                | instrumental                                                 | 1:53    |  |
| 10.            | "Perfect"                 |                                                |                                                              | 4:33    |  |
| 11.            | "Miles Away/The Truth Is" | Gahan, Eigner, Phillpott                       |                                                              | 4:14    |  |
| 12.            | "Jezebel"                 |                                                |                                                              | 4:41    |  |
| 13.            | "Corrupt"                 |                                                | inclui uma faixa escondida "Interlude #5", começando às 8:16 | 8:59    |  |
| Duração total: | Duração total:            | Duração total:                                 | Duração total:                                               | 60:52   |  |

| Faixa bônus da edição japonesa |           |                |         |  |
| N.º                            | Título    | Compositor(es) | Duração |  |
| 14.                            | "Oh Well" | Gore, Gahan    | 5:59    |  |